# Silvio Pasi
Silvio Pasi (Lavezzola, 23 giugno 1911 – Conselice, 28 giugno 1962) è stato un partigiano italiano.

## Biografia
Operaio agricolo, nel 1930, in pieno regime fascista, si iscrisse giovanissimo al P.C.d'I., diventandone attivista all'interno della sua struttura clandestina.

### La Resistenza
Sin dai primi mesi successivi all'Armistizio entrò a far parte della Resistenza nel ravennate con il nome di battaglia Elic, operando a stretto contatto con il suo più rappresentativo esponente, Arrigo Boldrini, ed occupando posizioni politiche e militari di primo piano in essa. Responsabile dei GAP della zona 3 (Lavezzola) dimostrò fin dall'inizio una vitalità, una capacità di inventiva e uno spirito combattivo veramente fuori dal comune' in attacchi diretti ed attentati contro fascisti e tedeschi, azioni di recupero di armi, sabotaggi contro le trebbiatura per impedire la requisizione del grano da parte dei tedeschi. All'inizio dell'estate del 1944, con la istituzione della 28ª Brigata GAP "Mario Gordini" fu nominato commissario politico del Distaccamento "Umberto Ricci", attivo nelle zone di Conselice, Lavezzola e Argenta, in sostituzione di Ivo Ricci Maccarini (Snap) ferito a seguito della rappresaglia tedesca in reazione all'attacco contro la caserma della GNR di Campotto.
Continuò a combattere nella Brigata sino alla Liberazione. Per le sue azioni gli fu concessa la medaglia d'argento.

### Il dopoguerra
Attivo membro del PCI, nell'immediato dopoguerra divenne dirigente della Camera del Lavoro di Faenza. Nel 1948 Pasi fu accusato, assieme ad altri 12 ex partigiani, di essere responsabile dell'eccidio dei conti Manzoni, avvenuto nella tenuta dei conti Manzoni-Ansidei in località "La Frascata" a Lugo nella notte tra il 7 e 8 luglio 1945, in cui furono assassinati la contessa Beatrice Manzoni e i suoi figli Luigi, Reginaldo e Giacomo, noti possidenti terrieri già legati a vario titolo al regime fascista, oltre alla domestica Francesca Anconelli, assieme al loro cane; seppelliti in aperta campagna ed inizialmente dati per scomparsi, i loro corpi vennero ritrovati tre anni dopo.
L'accusa, in quello che divenne noto come l'eccidio dei conti Manzoni, fu di omicidio a scopo di rapina.
Pasi sostenne sempre «nel modo più assoluto» la sua innocenza. Durante il primo interrogatorio affermò: «Ritengo la soppressione, se tale è stata, della famiglia Manzoni un atto non compatibile allora con quella che doveva essere la azione di chiunque che per motivi politici volesse procedere nei confronti di chiunque, poiché la magistratura aveva lei sola la competenza di giudicare». Nel 1951 il processo si tenne in prima istanza presso la Corte d'assise di Macerata - anziché nella naturale sede di Ravenna, invocando da parte dell'accusa la legittima suspicione - per essere infine trasferito ad Ancona.
Nel 1953, in sede di dibattito processuale, sette ex partigiani comunisti fuoriusciti in Cecoslovacchia (noti come "i sette di Voltana") inviarono una lettera in cui si autoaccusavano degli omicidi, motivandoli con ragioni politiche e descrivendo in modo dettagliato i fatti, per evitare - secondo le loro parole - «un irreparabile atto di ingiustizia». Ciò comportò una sospensione del processo per avviare un supplemento di istruttoria: alla ripresa, tutti gli indagati erano accusati di omicidio e le richieste di ergastolo erano salite a venti. Nel corso del dibattimento, tuttavia, i giudici considerarono false le autoccuse dei "sette di Voltana" ed essi vennero quindi assolti in contumacia per insufficienza di prove dal reato di omicidio; il principale testimone dell'accusa, l'imputato Primo Cassani, ex partigiano, ritrattò la confessione resa in cui ammetteva di aver partecipato all'omicidio, sostenendo che fosse stata estorta dai carabinieri mediante "duri maltrattamenti"; complessivamente circa 230 testimoni indicati dalla difesa, non vennero ritenuti attendibili.
La sentenza finale nel 1953 sancì la condanna dei 13 imputati all'ergastolo per omicidio aggravato ed a 5 anni di reclusione per soppressione di cadavere, pena complessivamente ridotta a 19 anni essendo stato riconosciuto il movente politico dell'azione. Lo stesso giorno della sentenza, il 28 luglio, fu comunicata la concessione della medaglia d'argento al valor militare a Silvio Pasi. Nel 1954, in sede di appello, la pena venne ulteriormente ridotta e successivamente, a seguito della promulgazione durante il governo del democristiano Giuseppe Pella di un indulto per i reati politici e di natura militare commessi tra l'8 settembre 1943 e il 18 giugno 1946, gli imputati tornarono tutti in libertà. Il Comitato "Solidarietà democratica" offrì assistenza legale gratuita a tutti gli ex-partigiani imputati. Dopo sei anni di detenzione, Silvio Pasi all'atto della liberazione venne accolto come una vittima e come un eroe, ma la sua carriera politica di fatto ebbe termine a partire da quella data. Morì prematuramente nel 1962.

## Onorificenze
Nel 1953 venne concessa a Silvio Pasi la medaglia d'argento al valor militare, che tuttavia gli fu revocata a seguito della condanna all'ergastolo. A simbolica compensazione di essa Luigi Longo, già comandante generale delle Brigate Garibaldi e dirigente nazionale di primo piano del PCI, gli consegnò la Medaglia d'oro al merito partigiano. Nel 1958 l'ANPI nazionale gli assegnò il "Premio fedeltà alla Resistenza", assieme a Piero Calamandrei, Ferruccio Parri, Umberto Terracini ed altri "quali partigiani che hanno affrontato privazioni per essere coerenti per il loro passato di volontari di libertà". Il Comune di Conselice nel 1980 gli ha intitolato una via nella frazione di Lavezzola.